# Monte Bulusan
O Monte Bulusan ou vulcão Bulusan é um estratovulcão localizado na ilha de Luzon, nas Filipinas. Entrou em processo de erupção em junho de 2006, quando o governo local decretou estado de alerta na região e determinou a evacuação dos locais próximos ao vulcão. Tem 1565 m de altitude.
Fica no sudeste da ilha Luzon, na Província de Sorsogon, Região de Bícol. A sua cratera tem 300 m de diâmetro e numerosos fluxos de lava pelos lados. Há três crateras do lado sudoeste, e as mais baixas são lagos. As ilhas de Masbate e Ticao estão a sudoeste. O Bulusan entrou em erupção pelo menos 14 vezes desde 1886.